# Franz Christoph Keidel

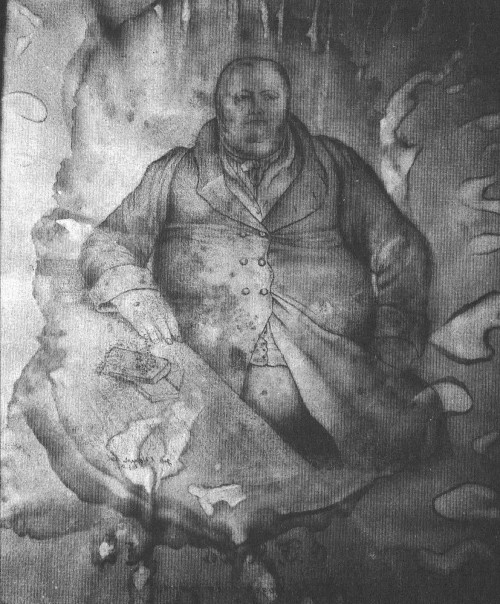
Franz Christoph "Schulz" Keidel

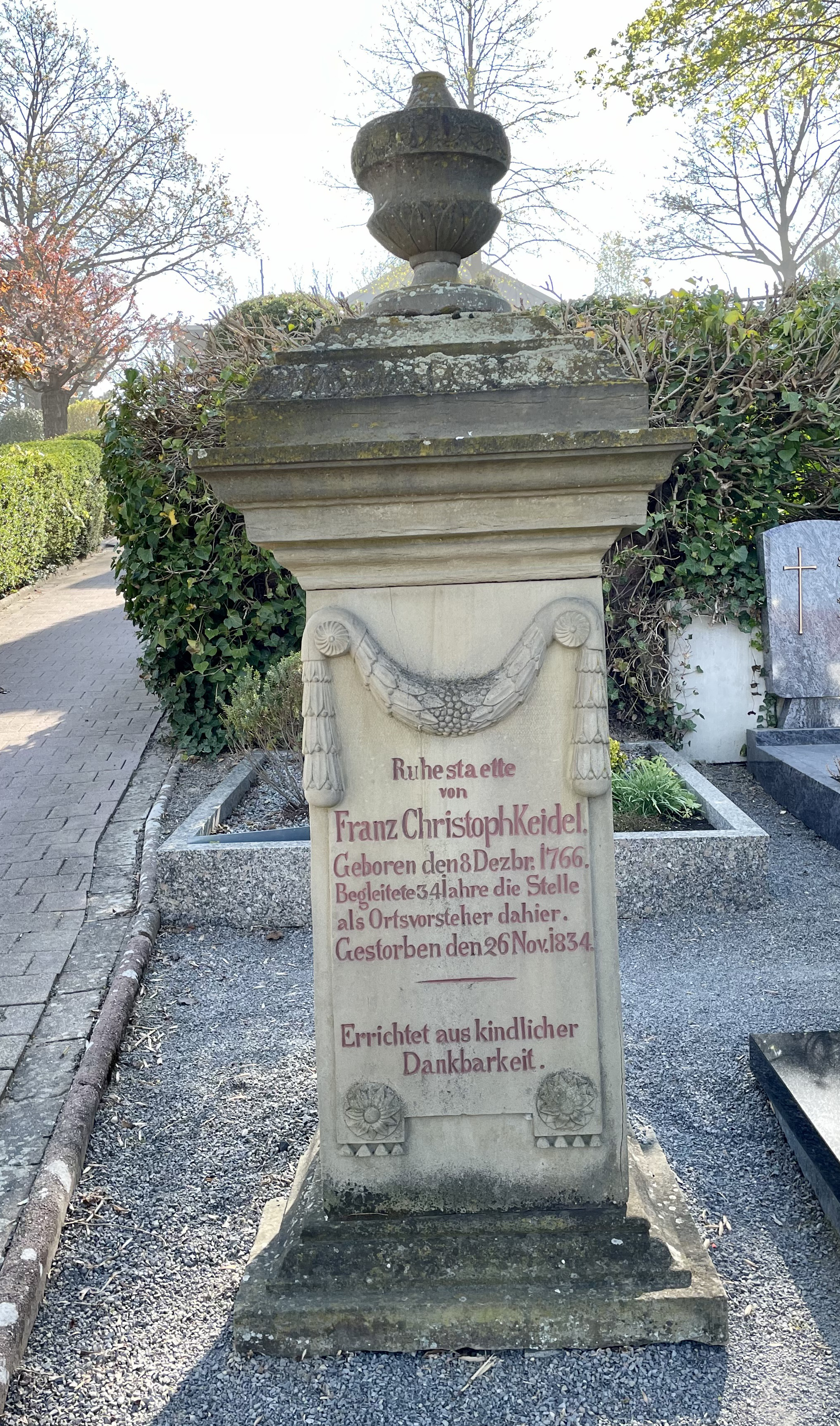
Grabmal auf dem Friedhof in Zuzenhausen

Franz Christoph Keidel (* 8. Dezember 1766 in Zuzenhausen; † 26. November 1834 ebenda) war Bürgermeister der Gemeinde Zuzenhausen und badischer Landtagsabgeordneter.

## Leben
Franz Christoph Keidel wurde als sechstes von sieben Kindern geboren. Die Eltern waren Johann Adam Keidel (Metzgermeister und Centschöffe) und Anna Barbara Koch, Tochter des Jacob Koch (Posthalter zu Wiesloch).
Die Familie Keidel ist schon vor der Zeit des Dreißigjährigen Krieges in den Bürgerlisten der Gemeinde eingetragen und hat diesen auch, zusammen mit nur neun anderen Familien, überlebt. Seit dieser Zeit stellen die Keidels Schultheißen und Centschöffen des Ortes. Auf Grund des Ansehens der Familie und der Ämter die über Generationen begleitet wurden, kann man davon ausgehen, dass Franz Christoph in verhältnismäßigem Wohlstand aufwuchs. Im Jahre 1798 im Alter von 32 Jahren wurde er Bürgermeister (Schultheiß). Er übernahm das Amt von seinem Onkel Johann Heinrich Keidel, der 1798 verstarb.
Von 1819 bis 1831 war er Abgeordneter des Landtages für den Amtsbezirk Sinsheim in der 2. Kammer, auf Basis der am 22. August 1818 in Kraft gesetzten Badischen Verfassung.
Bis 1831 bekleidete er das Amt des Schultheißen in Zuzenhausen.

## Koalitionskriege
Im Rahmen der Koalitionskriege war der französische General Ney im Jahr 1799 mit seiner Armee auf dem Durchmarsch und wollte in Zuzenhausen die Elsenz überqueren. Da sich aber auf der anderen Seite des Flusses bereits die Kaiserlichen Truppen in Stellung gebracht hatten, quartierte er sich in der Umgebung von Zuzenhausen und dem benachbarten Hoffenheim ein, worunter die ansässige Bevölkerung schwer zu leiden hatte.
Mehrmals spricht der »Schulz Keidel« wir er im Ort genannt wird, bei General Ney vor, um über die übertrieben hohen »Kriegskontributionen« zu verhandeln. Dabei verärgert er den General so, dass er einmal für 4 Tage in Arrest genommen wird und später nochmals, auf Grund ausbleibender Kontributionen, in Wiesloch für 18 Tage in »Prison« genommen wird.
Keidel hat später vor dem Hofgericht in Mannheim um Schadenersatz für die ihm entstanden Schaden geklagt. Die von ihm aus privatem Vermögen ausgelegte Geldforderung der Franzosen an die Gemeinde (1 Douceur = 286 Gulden), sowie 34 Gulden »Schmerzensgeld« für seine Zeit im Arrest wurden ihm erstattet.

## Ehrungen
Im Jahr 1828 erhält er von Großherzog Ludwig I. von Baden die goldene Verdienstmedaille für seine 30-jährige Dienstzeit.

## Nachfahren
- Georg Keidel (1875–1957), Agrarökonom, Genossenschaftspräsident, Landesbezirksdirektor, Verfolgter des NS-Regimes[6]
- Eugen Keidel (1909–1991), deutscher Kommunalbeamter; als SPD-Mitglied 1962–1982 Oberbürgermeister von Freiburg[7]